# نينيانغ
نينيانغ أو نين يانغ (بالصينية: 南洋، أي: «المحيط الجنوبي») هو مصطلح صيني يُطلق على المنطقة الجغرافية الأكثر دفئًا وخصوبةً الواقعة على طول المناطق الساحلية الجنوبية [الإنجليزية] للصين وخارجها، والمعروفة باسم «بحر الجنوب [الإنجليزية]» أو جنوب شرق آسيا. واستُخدِم المصطلح ليُشير إلى عدد كبير من المهاجرين من أصل صيني في جنوب شرق آسيا، وهو على النقيض من المصطلحات الأخرى، مثل: «زايينغ» والذي يعني «المُحيط الغربي» في إشارة إلى العالم الغربي، ومصطلح «دونغيانغ» والذي يعني «المُحيط الشرقي» في إشارة إلى المجال الثقافي في شرق آسيا وأحيانًا يشمل الهند الكبرى، ومصطلح «بييانغ» ويعني «المُحيط الشمالي» الذي يُشير إلى روسيا. وتستخدم الصحافة الصينية المصطلح بانتظام للإشارة إلى المنطقة الممتدة من مقاطعة يونان إلى سنغافورة (من الشمال إلى الجنوب) ومن ميانمار (بورما) إلى فيتنام (من الغرب إلى الشرق)؛ بالإضافة إلى ذلك، يشير المصطلح أيضًا إلى بروناي وماليزيا الشرقية وتيمور الشرقية وإندونيسيا والفلبين في المنطقة التي يشملها.
وقد أصبح المصطلح البديل، «شبه الجزيرة الذهبية العظمى»، شائع التداول؛ لأنَّ الكثير من النازحين الصينيين الهاربين من استبداد وطغيان أباطرة المانشو أتوا إلى هذا المكان. كما غامر الصينيون، وخاصة أولئك القادمون من الساحل الجنوبي الشرقي، بالذهاب إلى المنطقة للانخراط في التجارة. وكانت منطقة نينيانغ مهمة للغاية في الأعمال التجارية حيث إنها أحد الشركاء التجاريين الرئيسيين للصين في السنوات الأولى. وشملت ثلاثة طرق تجارية رئيسية: واحد عبر ميانمار (بورما)، وواحد عبر فيتنام وأخيرًا واحد عبر لاوس.

## وصلات خارجية
- Urban dimension of the political economy of Nanyang ethnicity
- Art of Island Southeast Asia, a full text exhibition catalog from The Metropolitan Museum of Art